# Carreg Coetan Arthur
Koordinaten: 52° 1′ 6″ N, 4° 49′ 38″ W

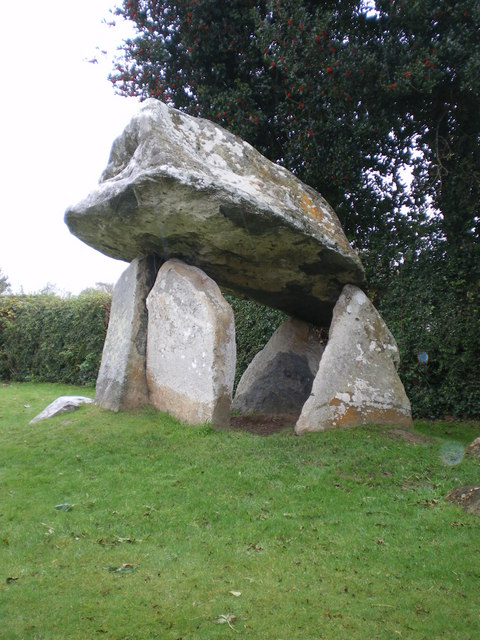
Carreg Coetan Arthur – Portaltomb nahe Newport

Carreg Coetan Arthur ist ein megalithisches Monument bei Newport in Pembrokeshire West-Wales. Es sind die beinahe vollständigen Überreste der Kammer eines Portal Tomb aus neolithischer Zeit.
Der mannshohe Dolmen hat vier aufrecht stehende Tragsteine, wobei der große Deckstein nur auf dreien aufliegt. Typische Merkmale des Quoit sind: die H-förmig angelegte Front mit zwei hohen Portalsteinen und der hohen Verschlussplatte dazwischen; ein Portalstein wurde allerdings entfernt.
Die große Höhe des Portalbereiches wird von der Form des Decksteines unterstrichen. Die Kammer hinter dem Portal ist klein und rechteckig. Der Stein auf der Westseite fehlt. Eine kleine Erhebung im Erdreich, etwa zwei Meter vor der Front, könnte auf Material für einen Hügel hindeuten. Von der ursprünglichen Überhügelung des Portalgrabes ist an der Rückseite nichts mehr vorhanden.
Ausgrabungen haben kleine Mengen von verbrannten menschlichen Knochen sowie zwei kleine Tonscherben von Bechern und drei Tonscherben eines verzierten Topfes zutage gefördert. Die Radiokohlenstoffdatierung lässt auf eine Entstehungszeit des Dolmens um 2700 v. Chr. schließen. In der Nähe liegt das Berry Hill Fort.
Carreg Coetan Arthur ist ein Scheduled Monument. 

Dolmen Carreg Coetan Arthur
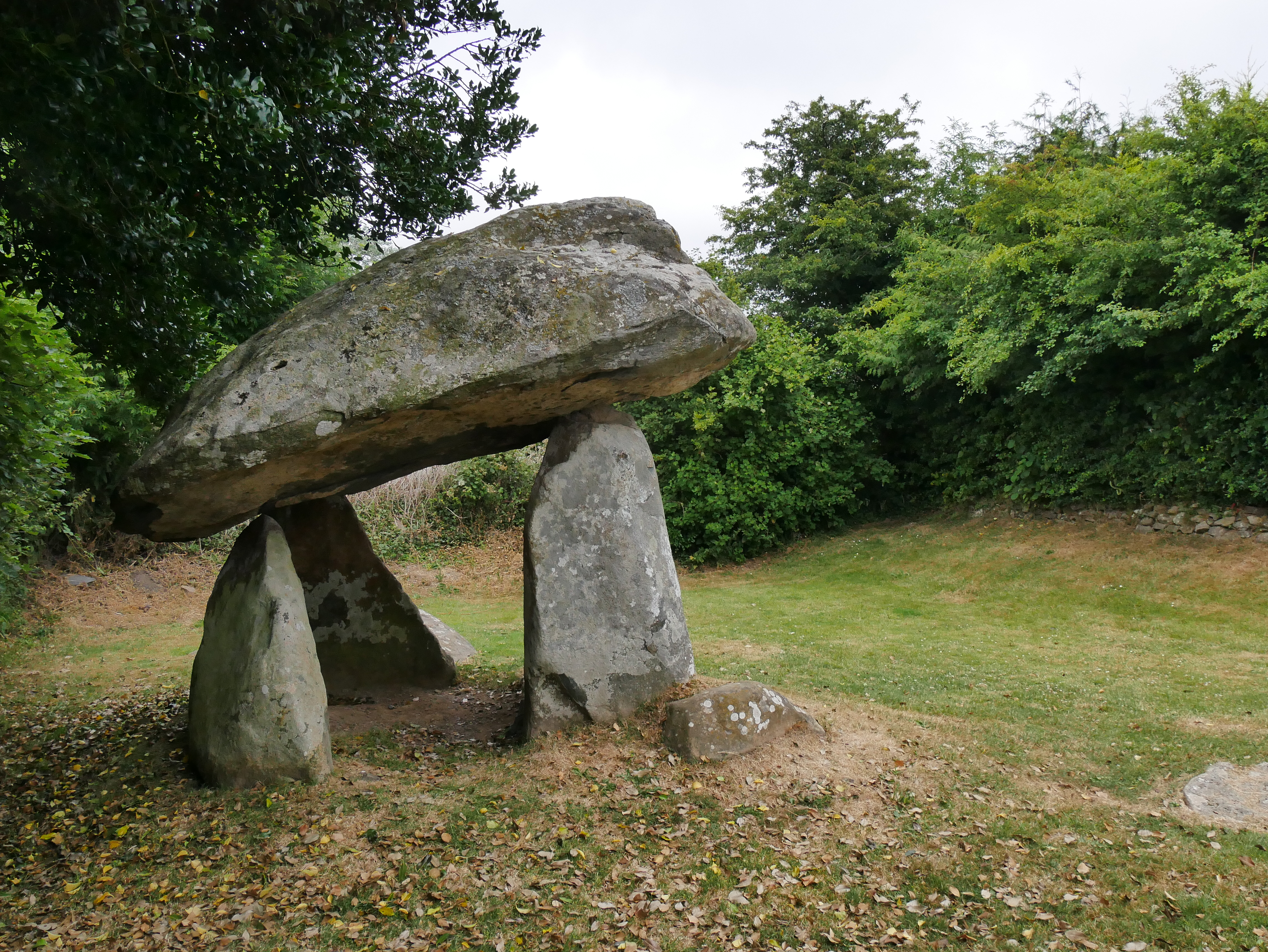
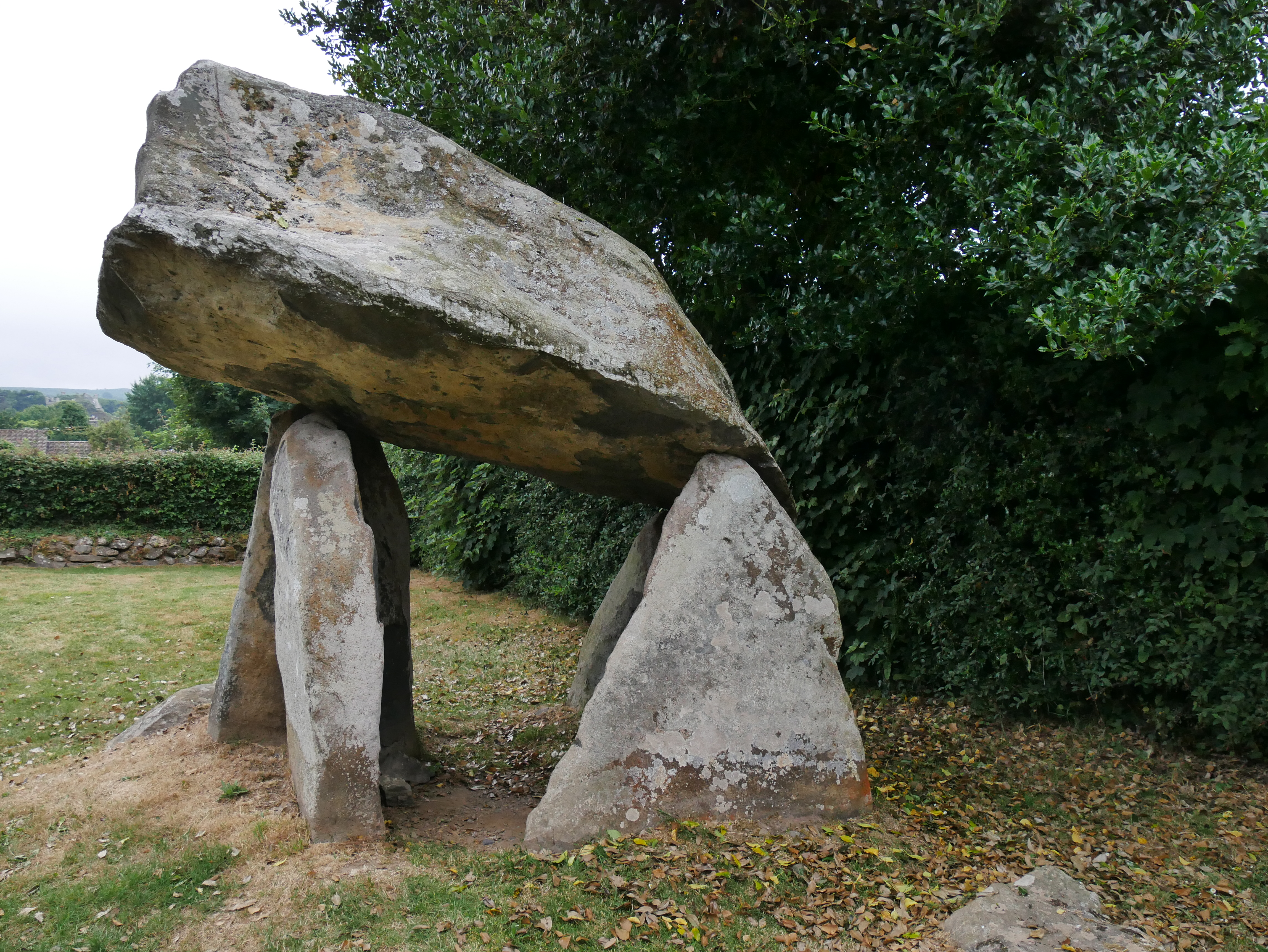
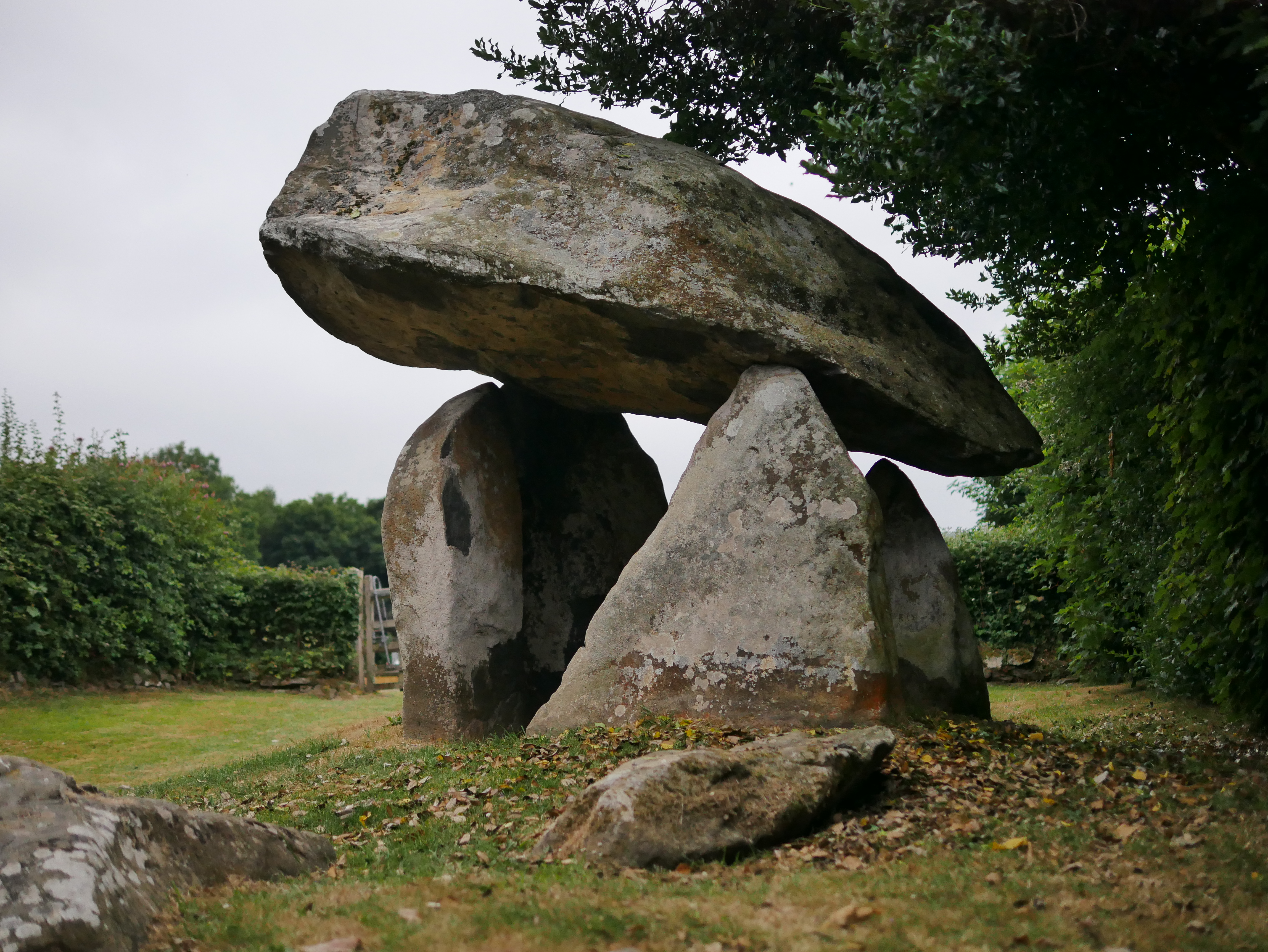
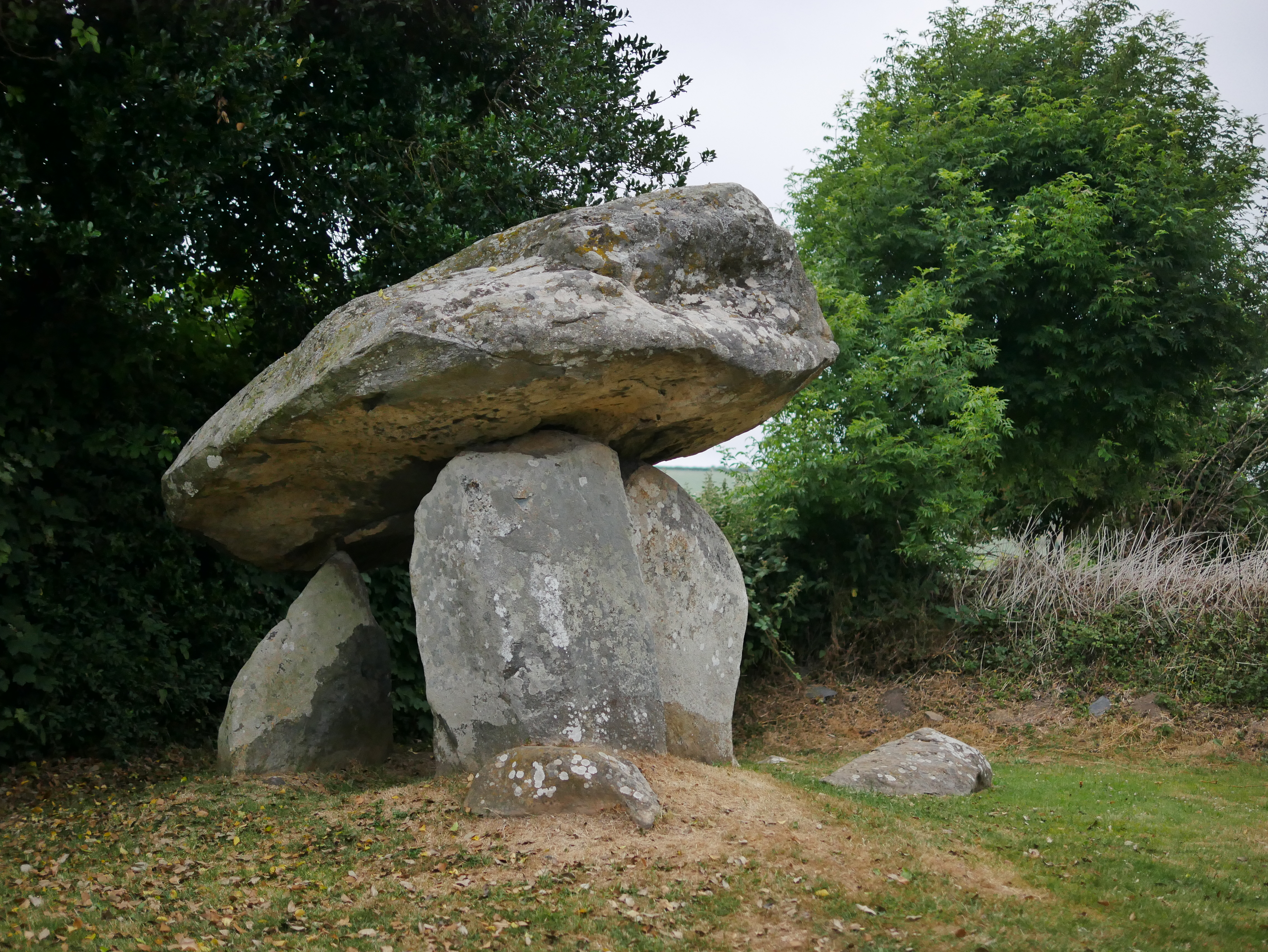